# سالم صالح (لاعب شطرنج)
سالم عبد الرحمن صالح هو لاعب شطرنج إماراتي وأستاذ كبير.
فاز ثلاث ألقاب في بطولة الشطرنج للشباب بآسيا، تحت 14 سنة في عام 2007م، تحت 16 في 2008، تحت 18 في 2009، وفاز كذلك ببطولة الشطرنج الإماراتي في 2008م، 2011م، و 2012م والبطولة العربية للشطرنج في عامي 2008 و 2014م. وكذلك اشترك في مباراة كأس العالم للشطرنج في 2011، 2013 و2015.
ويلعب سالم صالح للمنتخب الوطني لدولة الإمارات في كل أولمبياد للشطرنج منذ عام 2008م.

## روابط خارجية
- صالح صلا على موقع الاتحاد الدولي للشطرنج (الإنجليزية)
- صالح صلا على موقع مباريات الشطرنج (الإنجليزية)
- صالح صلا على موقع 365Chess.com (الإنجليزية)
- صالح صلا على موقع Chesstempo.com (الإنجليزية)
- صالح صلا سجل أولمبياد الشطرنج على موقع OlimpBase.org (الإنجليزية)